# Castello di Suzey
Das Castello di Suzey ist die Ruine einer mittelalterlichen Höhenburg oberhalb des Ortsteils Ivéry der Gemeinde Pont-Saint-Martin im Aostatal. Sie liegt an der Gemeindegrenze zu Perloz.
Die Burgruine liegt auf einer flachen Felsrippe über der Siedlung unterhalb eines bei Wanderern beliebten Felsvorsprungs, der wegen seiner bemerkenswerten floristischen Bedeutung Teil des Naturreservats Stagno di Holey ist.

## Geschichte
Wenngleich die Burg früher erbaut worden zu sein scheint, ist sie erst im 14. Jahrhundert in den Lehensaufzeichnungen der mächtigen Adelsfamilie Vallaise regelmäßig urkundlich erwähnt, die verschiedene Besitzungen und Burgen im Lystal und im unteren Tal der Dora Baltea, darunter in Perloz, Lillianes Fontainemore, in Teilen von Pont-Saint-Martin und Arnad hatte: Diese Burg fand sich in der Peripherie der Gerichtsbarkeit der Barone Vallaise. Man erzählt sich, dass 1351 Domenico und Gottofredo di Vallaise einen reichen Kaufmann aus Ivrea, Pietro di Stria, beraubten, entführten und ins Gefängnis warfen, dann von seiner Familie ein Lösegeld verlangten und damit auch noch ungestraft davonkamen.

## Beschreibung

Grundriss und Westfassade des Castello di Suzey, gezeichnet von Carlo Nigra nach einer Skizze von Alfredo d’Andrade

Die Burg, die heute vollständig in Ruinen liegt, ist vom Typ der einfachen Burgen des Aostatals und ist durch einen – heute zerstörten – Turm charakterisiert, der laut jüngsten Untersuchungen rund war, einen Durchmesser von 5 Metern hatte und aus dem 12. oder 13. Jahrhundert stammen könnte. Carlo Nigra, der seine Untersuchungen dort in den 1940er-Jahren durchführte, erkannte dagegen:

„(...) della torre non si possono conoscere le esatte dimensioni poiché essa è completamente rovinata ed i suoi ruderi ne coprono le fondamenta. Dallo studio di questi ruderi si può però arguire come essa avesse la porta voltata a tutto sesto e sopraelevata sul terreno circostante.“ (dt.: (…) kann man die genauen Dimensionen des Turms nicht erkennen, weil dieser komplett ruiniert ist und seine Ruinen keine Fundamente enthalten. Aus der Untersuchung dieser Ruinen kann man aber erkennen, dass dieser eine mit Rundbogen ausgestattete und gegenüber dem umgebenden Gelände angehobene Eingangstüre hatte.)

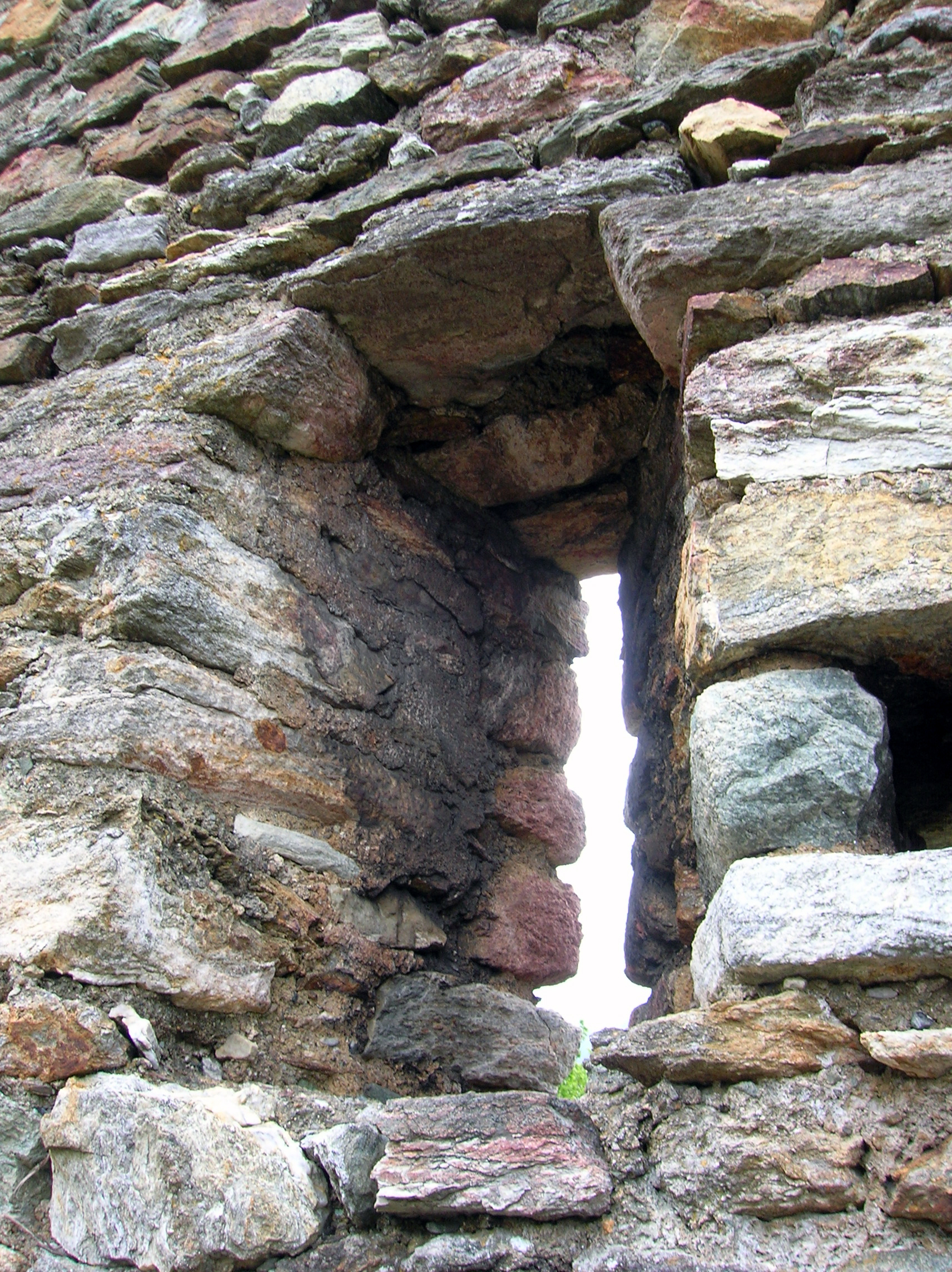
Eine Schießscharte von innen

Die Umfassungsmauer, die die Burg einschloss, heute von der Vegetation überwuchert und eingestürzt, hatte eine unregelmäßige Form, um sich besser an das Gelände anzupassen. Daran war auf der Nordseite das Hauptwohngebäude mit 80 Zentimeter dicken Mauern angebaut.
Das Wohngebäude, das vermutlich ein Jahrhundert jünger als die Umfassungsmauer und der Turm ist, hatte ein Satteldach mit darüber angebrachten Zinnen, unter denen es Öffnungen zur Abführung von Regenwasser waren. Im Erdgeschoss gab es einen einzelnen Raum, versehen mit Schießscharten, während der einzelne Raum im ersten Obergeschoss ein Einzel- und ein Doppelfenster hatte. Im Dachgeschoss ergab sich ein weiterer Raum, der durch zwei Giebelfenster belichtet war.

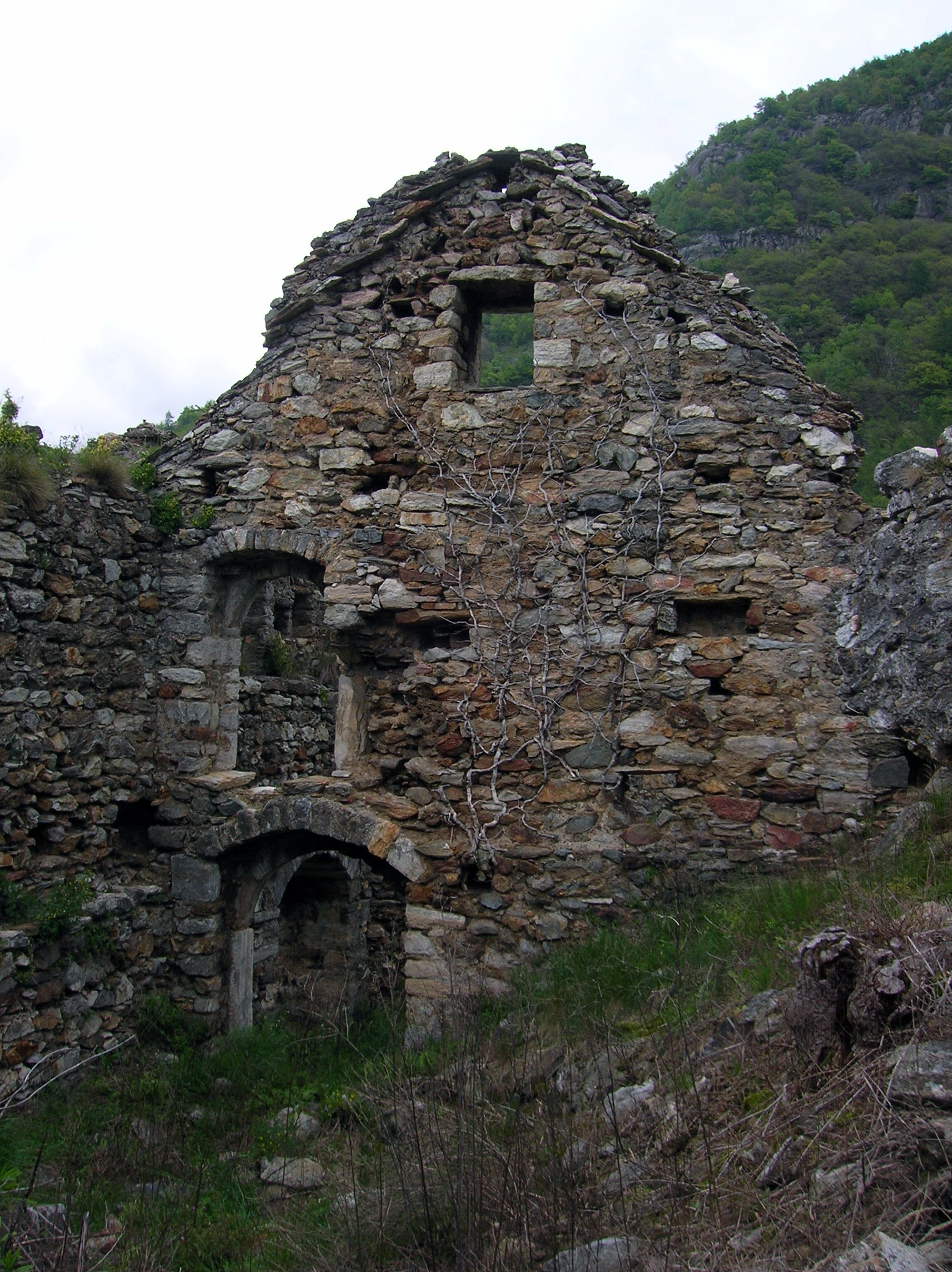
Die Fenster und das Eingangstor

Die Burg hatte auch eine Schlupftür, vielleicht ausgestattet mit einer kleinen Zugbrücke. Auf der Nord- und Westfassade waren quadratische Fenster; es gab einen Haupteingang mit Archivolte aus Werkstein und – etwas erhöht gegenüber dem Eingang – nochmals ein Doppelfenster, dessen Teilsäulen heute verschwunden sind. Auf der Südseite ist ein rechteckiges Fenster in Stein erhalten.